# بابوتیناتس
بابوتیناتس (به صربی: Babotinac) یک روستا در صربستان است که در پروکوپلیه واقع شده‌است. بابوتیناتس ۲۷۰ نفر جمعیت دارد.